# 佳音
佳音（かの、2004年2月16日 - ）は、日本の女優。東京都出身。CESエンタテインメント所属。趣味は絵を描くこと。

## 出演

### 映画
- ラビット・ホラー3D（2011年）
- 奇跡のリンゴ（2013年）
- くじけないで（2013年）
- 小川町セレナーデ（2014年）
- 猫忍（2017年）
- サニー/32（2018年）

### テレビ
- 土曜ワイド劇場
  - 逆転報道の女（2012年 - 2020年） - 西野未来 役
  - 救急救命士・牧田さおり 第9作（2013年）
- 息もできない夏 第3話（2012年）
- 潔子爛漫〜きよこらんまん〜 第36話（2013年）
- 猫侍 SEASON2 第6話（2014年）
- 猫忍 第6話（2017年）
- 相棒 season16 第11話（2018年） - 武田麻里 役
- 僕とシッポと神楽坂 第2話（2018年）

### CM
- 日本ケンタッキー・フライド・チキン（2013年）

### その他
- LIVE SDD 2011